# Золотоноша
Золотоно́ша — місто обласного підпорядкування, районний центр Золотоніського району Черкаської області. Центр Золотоніської міської громади. Золотоноша — місто, де збереглася архітектура кінця 19-го, початку 20-го століття. Нині входить в п'ятірку найцікавіших міст Черкащини.
Місто розташоване на річці Золотоношка, притоці Дніпра, за 30 км від обласного центру — міста Черкас, на перехресті національних автошляхів Н08 та Н16, і на залізничній лінії Бахмач—Одеса. Населення — 28,3 тисяч осіб (2015).

## Походження назви

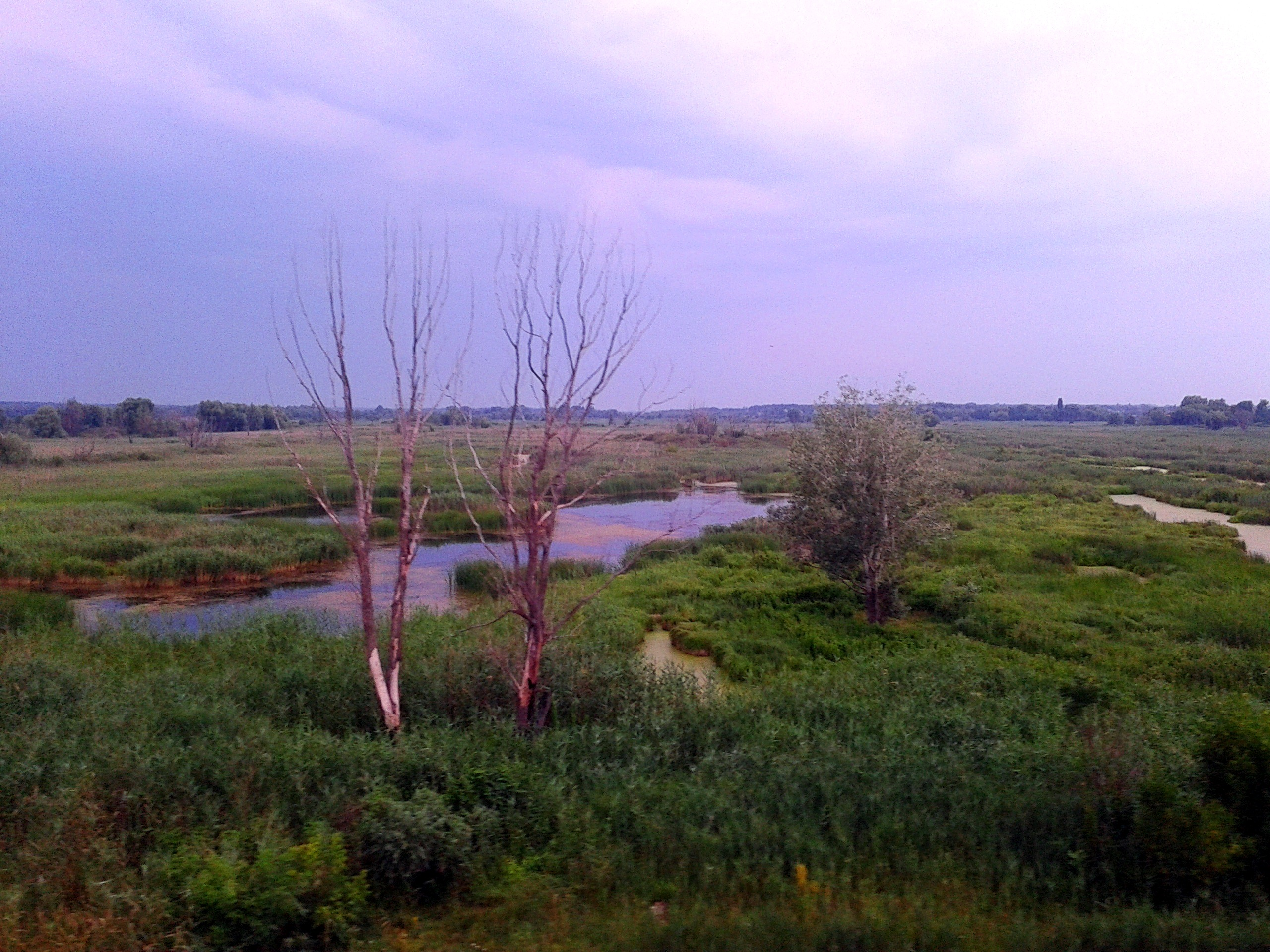
Заболочена місцевість на південній околиці міста

Назва «Золотоноша» викликала цілий цикл «золотих» легенд;
Згідно з однією з них, у другій чверті XVII століття Золотоноша була замком Яреми Вишневецького і збірним місцем податків, сплачуваних з його величезного феоду — так званої «Вишневеччини». Зосередження в місті податків — золотих грошей — нібито й дало привід назвати його Золотоношею, тобто «золотою ношею». Проте, як свідчать писемні згадки, таке твердження хибне, бо Вишневецький прибув на Лівобережжя на початку 30-х років XVII століття, а назва міста з коренем «золото» з'явилася за 60 років до того.
За другою легендою, черкаські козаки придбане «вогнем і мечем» золото складали в напівпрохідних, болотяних заводях річки Золотоноші.
Третя легенда пов'язує назву міста з подіями часів монголо-татарського іга. Татарська флотилія, навантажена даниною, зібраною з підвладного люду, поверталася до Криму. Здійнялась буря, і хвилі ринули на чужинців. Вода поглинула і човни і скарби. Коли ж стихія вгамувалася, хвилі почали прибивати до берега золоті речі. Це сталося на місці виникнення Золотоноші. Відтак, кажуть, річку назвали Золотоношею, а згодом і місто одержало цю ж назву.
На думку ж науковців, своєю назвою річка завдячує природним особливостям: дно Золотоношки, покрите піщаними наносами, сяяло, як золото, від домішків слюди золотавого кольору. Отже, найвірогіднішим є твердження про те, що місто отримало свою назву не від тих скарбів, що проходили через нього, а від блискучих розливів місцевої річки.

## Історія
На території та на околицях Золотоноші знайдено кам'яні знаряддя праці доби бронзи, могильник зарубинецької культури та поселення черняхівських культур, а також городище періоду Київської Русі. У XVI столітті Золотоноша була спалена татарами. У 1905 році, під час революції 1905—1907 років, у Золотоноші (як і в Лубнах) виходило друком періодичне видання українською мовою — часопис «Хлібороб».

## Населення

### Чисельність
Статистичні дані за кількістю населення міста в різні роки:
| 1910   | 1979   | 1989   | 2001   | 2005   | 2006   | 2007   | 2008   | 2009   | 2010   | 2011   | 2012   |
| ------ | ------ | ------ | ------ | ------ | ------ | ------ | ------ | ------ | ------ | ------ | ------ |
| 13 800 | 28 579 | 30 715 | 28 793 | 25 509 | 28 488 | 28 611 | 28 516 | 28 591 | 28 463 | 28 464 | 29 500 |

### Національний склад
Розподіл населення за національністю за даними перепису 2001 року:
| Національність  | Відсоток |
| --------------- | -------- |
| українці        | 91,78%   |
| росіяни         | 6,23%    |
| вірмени         | 0,39%    |
| роми            | 0,37%    |
| білоруси        | 0,30%    |
| молдовани       | 0,14%    |
| євреї           | 0,13%    |
| інші/не вказали | 0,66%    |

### Мовний склад
Рідна мова населення за даними перепису 2001 року:
| Мова            | Чисельність, осіб | Відсоток |
| --------------- | ----------------- | -------- |
| Українська      | 26 267            | 92,57%   |
| Російська       | 1 846             | 6,51%    |
| Вірменська      | 76                | 0,27%    |
| Ромська         | 62                | 0,22%    |
| Білоруська      | 28                | 0,10%    |
| Румунська       | 19                | 0,07%    |
| Інші/Не вказали | 77                | 0,26%    |
| Разом           | 28 375            | 100%     |

## Економіка

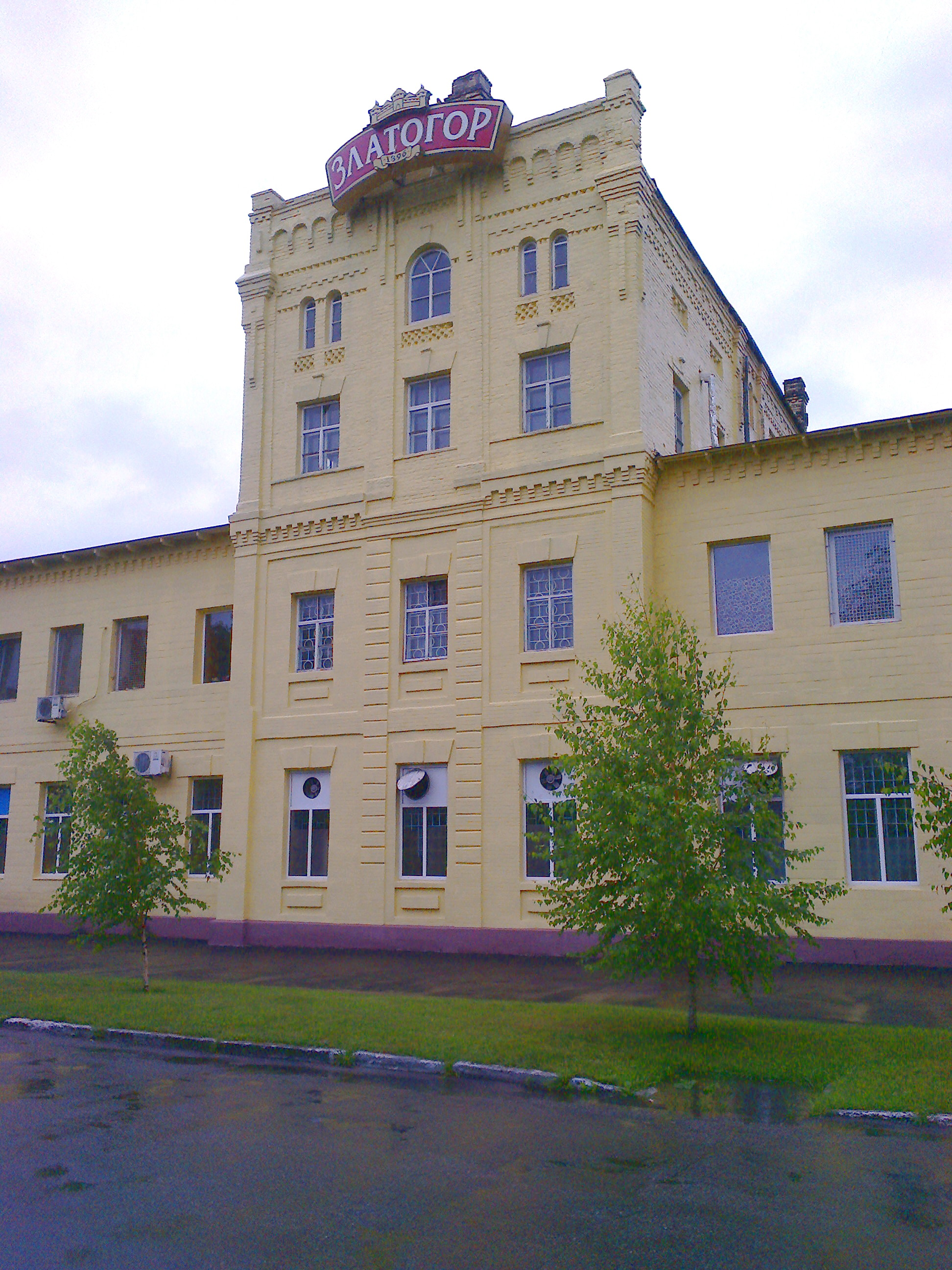
Стара будівля лікеро-горілчаного заводу «Златогор», 1896 рік побудови

Економіка міста представлена такими галузями матеріального виробництва: промисловість, будівництво, транспорт, торгівля і громадське харчування, житлово-комунальне господарство, а також нематеріальною сферою: побутове обслуговування населення, охорона здоров'я, фізкультура і спорт, соціальне забезпечення та інші.
Основу промислового виробництва в місті складає харчова промисловість — 76,96 %, до складу якої входять: "Золотоніський лікеро-горілчаний завод «Златогор», ЗАТ «Золотоніський маслоробний комбінат», ВАТ «Золотоношам'ясо», ПП «Сільвер Фуд», підприємство «Універсал», ДП «Роял Фрут Гарден — Іст». На легку промисловість припадає 1,55 %, на машинобудування — 6,96 %, на парфумерно-косметичне виробництво — 2,84 %.
Також у 2011 році запрацювало нове підприємство з закордонними інвестиціями «УкрФес».

## Освіта
У різні часи в місті працювали Золотоніська жіноча гімназія, Золотоніська сільськогосподарська школа, Золотоніська чоловіча гімназія, Золотоніське повітове училище.
У місті функціонує стала мережа освітніх закладів, яка нараховує 18 навчальних закладів. Працює 7 дошкільних закладів комунальної власності, професійний ліцей, золотоніський технікум ветеринарної медицини Білоцерківського національного аграрного університету.

### Освітні заклади
- Золотоніська спеціальна загальноосвітня школа-інтернат (вул. Обухова,39)
- Комунальний заклад „Золотоніська загальноосвітня санаторна школа ЧОР” (вул.Паркова, 2)
- Золотоніська загальноосвітня школа I-III ступенів № 6 (вул.Благовіщенська, 96А)
- Золотоніська загальноосвітня школа I-III ступенів № 3 (вул. Гоголя, 7)
- Золотоніська спеціалізована школа №2 інформаційних технологій (вул. Миколаївська, 5)
- Золотоніська школа №1 з поглибленим вивченням економіки та права (вул. Черкаська, 12)
- Золотоніська гімназія імені Семена Скляренка (вул. Черкаська, 54)
- Дитячий садок "Берізка" (вул. Новоселівська, 38)
- Дитячий садок "Веселка" (вул. Шепелівська, 2г)
- Дитячий садок "Калинка" (вул. Соборна, 40)
- Дитячий садок "Ромашка" (вул. Незалежності, 75)
- Дитячий садок "Сонечко" (вул. Благовіщенська, 17)
- Дитячий садок "Струмочок" (вул. Євгена Півня, 18)
- Дитячий садок "Ялинка" (вул. Шевченка, 185)
- Технічна школа УкрЗалізниці (вул. Черкаська, 14)
- Технікум ветеринарної медицини (вул. Садовий проїзд, 1)
- Професійний ліцей (вул. Шевченка, 33)
- Черкаський навчальний центр (вул. Обухова, 48б)
- Міжшкільний навчально-виробничий комбінат (вул. Садовий проїзд, 10)
- Дитячо-юнацька спортивна школа (вул. Черкаська, 5)
- Музична школа (вул. Шевченка, 169)
- Будинок школяра (вул. Садовий проїзд, 10)

## Культура

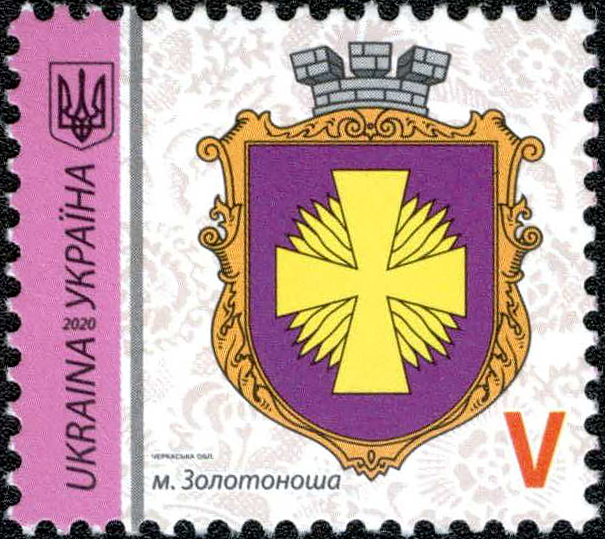
Поштова марка Укрпошти, 2020

Відділ культури виконавчого комітету Золотоніської міської ради було утворено в січні 1993 року.

### Заклади культури
До складу відділу культури і туризму Золотоніської міської ради входять такі структурні підрозділи-культурні заклади:

Золотоніська бібліотека для дітей

- міський будинок культури (вул. Садовий Проїзд,4);
- дитяча музична школа (вул. Шевченка, 167);
- краєзнавчий музей імені М. Ф. Пономаренка (вул. Черкаська, 20);
- картинна галерея, де виставлено картини художників-аматорів Золотоноші (вул. Незалежності)[10];
- міська бібліотечна система, до складу якої входять міські бібліотеки № 1 (вул. Шепелівська, 14-Д) і № 2 (вул. Шевченка,18). В середньому за рік обидві бібліотеки обслуговують близько 1 500 відвідувачів, а середня книговидача становить близько 24 тисяч книг (2-а пол. 2010-х);
- центр дозвілля молоді;
- міський клуб (мікрорайон Гришківка).

### Пам'ятки
Історико-архітектурними пам'ятками Золотоноші є:
- Преображенська церква Красногірського монастиря, 1767-71 роки. Архітектор Іван Григорович-Барський, стиль пізнє українське бароко.
- Свято-Успенський собор, збудований у 1909 році.

Об'єкти природно-заповідного фонду:
- ботанічні пам'ятки природи місцевого значення: Дерева софори японської, Дуб пірамідальний, Оцтові дерева, школа № 6, Оцтові дерева, вулиця Благовіщенська;
- парки-пам'ятки садово-паркового мистецтва: Дендрологічний парк, Меморіальний парк, Сквер декоративного садівництва;
- загальнозоологічний заказник місцевого значення Вітове.

### Культурні події
- Фестиваль чорнобривців — проходить у кінці серпня або на початку вересня. У програмі фестивалю — парад вишиванок, «Караоке на фонтані», пиріг з фруктовою начинкою, виставка робіт майстрів ужиткового мистецтва, салон краси на тротуарі, фотозони, гала-концерт переможців пісенного фестивалю та зірок української сцени, виставка-продаж продукції місцевих товаровиробників, виїзна торгівля закладів громадського харчування, запашна козацька каша.
- Фестиваль патріотичної пісні «Героям слава!» — проводиться у рамках Фестивалю чорнобривців. Учасниками можуть стати діти та молодь віком до 18 років. У журі — народні та заслужені артисти країни: Анатолій Гнатюк, Ніна Мирвода, Юрій Васильківський, Астрая, Богдан Гнатюк.[10]

## Міста-побратими
- Штольберг, Німеччина
- Лученець, Словаччина
- Явор, Польща
- Плауен, Німеччина
- Ізер, Франція

## Релігія
У місті функціонує три громади УПЦ МП: Свято-Успенська, Свято-Троїцька та Благовіщенська, що входять до складу Черкасько-Канівської єпархії. Також є Українська Греко-Католицька громада Зіслання Святого Духа, яка належить до Черкаського протопресвітерства Київської архієпархії УГКЦ. Від листопада 2017 року діє храм ПЦУ на честь святителя Луки Кримського.

## Відомі люди

### Народилися
- Баранніков Олексій Петрович — радянський учений-індолог, академік АН СРСР (1939), професор Ленінградського університету (1922). Дослідник стародавніх, середньовічних і новоіндійських мов та давньоіндійської літератури.
- Бах Олексій Миколайович — український біохімік і фізіолог рослин, академік АН СРСР (1929), основоположник радянської біохімії.
- Болеславський Ісаак Єфремович — радянський гросмейстер, претендент на світову першість, шаховий теоретик і тренер.
- Борохов Бер — політичний та громадський діяч, публіцист, один з лідерів сіоністського руху.
- Голубович Михайло Васильович (* 1943) — український актор театру та кіно.
- Грибов Роман Валентинович — прикордонник Державної прикордонної служби України, учасник російсько-української війни, відзначився при обороні острова Зміїний.
- Гринець Дмитро Митрофанович (1905—1993) — український графік.
- Думитрашко Костянтин Данилович — український письменник, поет, перекладач, теолог.
- Заруба Олександр Данилович — український вчений-економіст і педагог. Доктор економічних наук, професор.
- Кондратюк Наталія В'ячеславівна — українська журналістка, керівник бюро російського ОРТ в Україні.
- Костюковський Яків Аронович (1921—2011) — радянський драматург, сценарист художніх та мультиплікаційних фільмів, співавтор текстів пісень.
- Ляскоронський Василь Григорович — український історик, археолог, етнограф.
- Мітулінський Юрій Тарасович (1926—1988) — радянський організатор та розробник у сфері автоматизації проектування, кандидат технічних наук, заслужений машинобудівник УРСР.
- Нечепоренко Володимир Макарович — український актор театру і кіно, радіоведучий і педагог, професор.
- Павлов Олександр Степанович — український живописець.
- Півень Євген Олексійович — майор (посмертно — підполковник) Збройних сил України, учасник російсько-української війни.
- Риженко Сергій Вікторович — солдат Збройних сил України, учасник російсько-української війни.
- Сагарда Микола Іванович — український історик, перекладач, теолог і бібліограф.
- Сало Іван-«Мамай» — командир куреня УПА, лицар Золотого хреста бойової заслуги УПА 2 класу.
- Самофалов Володимир Дмитрович — український журналіст.
- Семенов Володимир Сергійович (1924—2004) — український вчений-правник, громадський діяч, кандидат юридичних наук, професор.
- Скляренко Семен Дмитрович — український письменник.
- Устименко Борис Павлович (2002—2024) — матрос збройних сил України, учасник російсько-української війни.
- Харченко Максим Борисович — солдат Збройних сил України, учасник російсько-української війни.
- Школьнікова Неллі Юхимівна — радянсько-американська скрипалька і музичний педагог.
- Шуть Василь Кирилович — український композитор.
- Янчевський Микола Олександрович — полковник Армії УНР.

### Пов'язані з містом
- У 50-х роках XVIII століття тут бував філософ і поет Григорій Сковорода,
- в 90-х роках XVIII століття — письменник Іван Котляревський,
- у 1809—1811 роках проживав майбутній учений Михайло Максимович,
- у 1830-х роках — кирило-мефодієвець Олександр Навроцький,
- 1845 року перебував Тарас Шевченко.
- У другій половині XIX століття місто відвідував письменник Михайло Старицький.
- У 1897 і 1899 роках у Золотоноші гастролював композитор Микола Лисенко.
- 1900 року виступала на сцені актриса Марія Заньковецька,
- у 1913 і 1914 роках — актор Панас Саксаганський,
- 1914 року — Борис Романицький.
- У Золотоноші закінчив школу український поет, літературознавець і перекладач Михайло Драй-Хмара
- З 1783 до 1786 року в Золотоноші жив майбутній герой Вітчизняної війни 1812 року, командир 27-ї піхотної дивізії, генерал-лейтенант Дмитро Неверовський.
- Тут жив і похований (у монастирі) учений Никифор Борисяк (1817—1882 рр.).
- Закінчив гімназію А. Д. Моторний (1891—1964) — український геодезист, професор Львівського політехнічного інституту, один з засновників Української геодезичної школи.
- Жив і працював письменник Олелько Островський. Одна із вулиць названа на його честь[13].
- Зінченко Федір Матвійович (1902—1991) — Герой Радянського Союзу.

## Засоби масової інформації

#### Інтернет-видання
Золотоноша.City  — міське інтернет-видання, запущене у серпні 2019 року колективом газети «Златокрай» та Агенцією розвитку локальних медіа «Або».

## Галерея

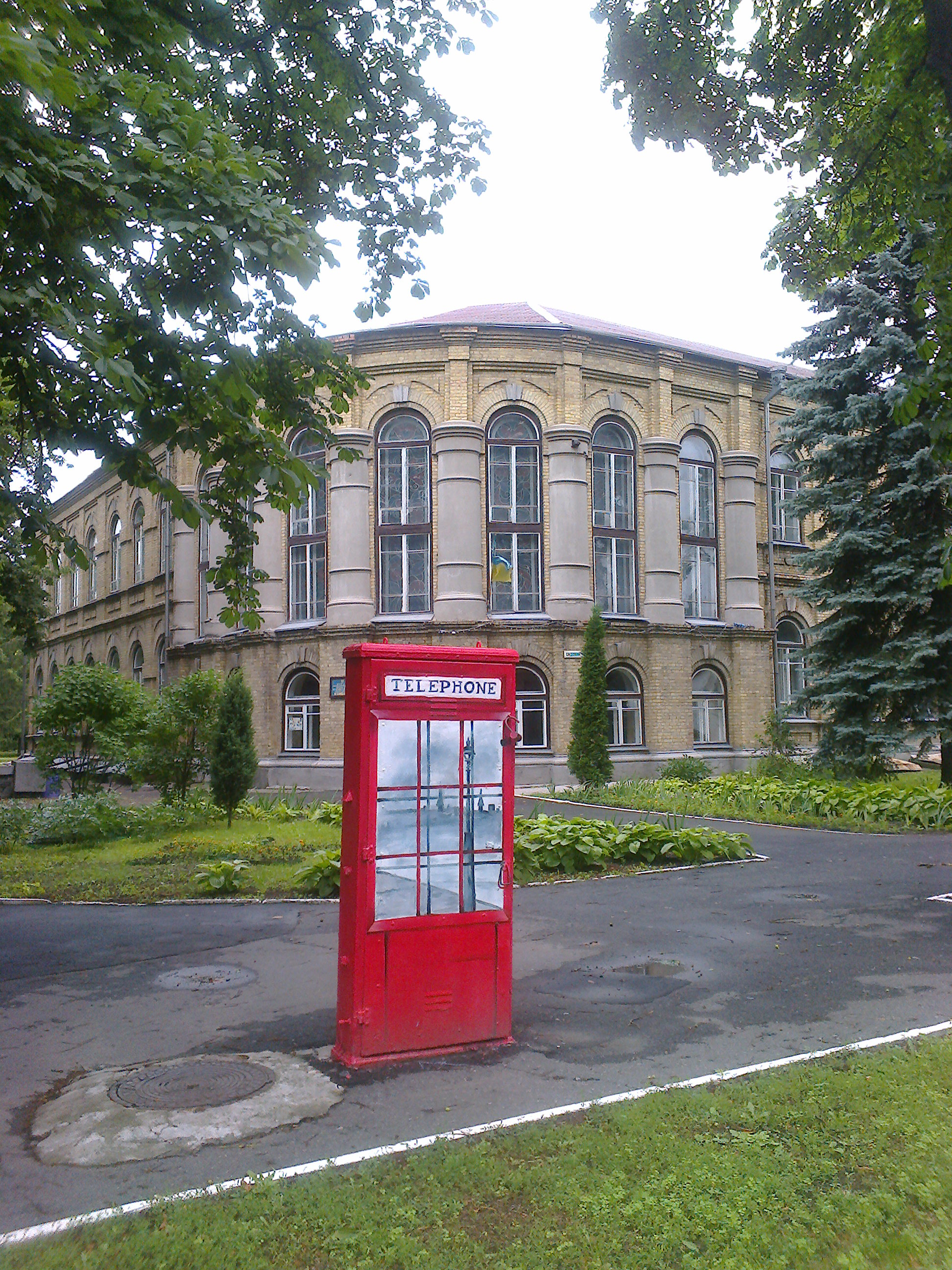
Будинок дитячої та юнацької творчості (колишня чоловіча гімназія, 1910 р.)
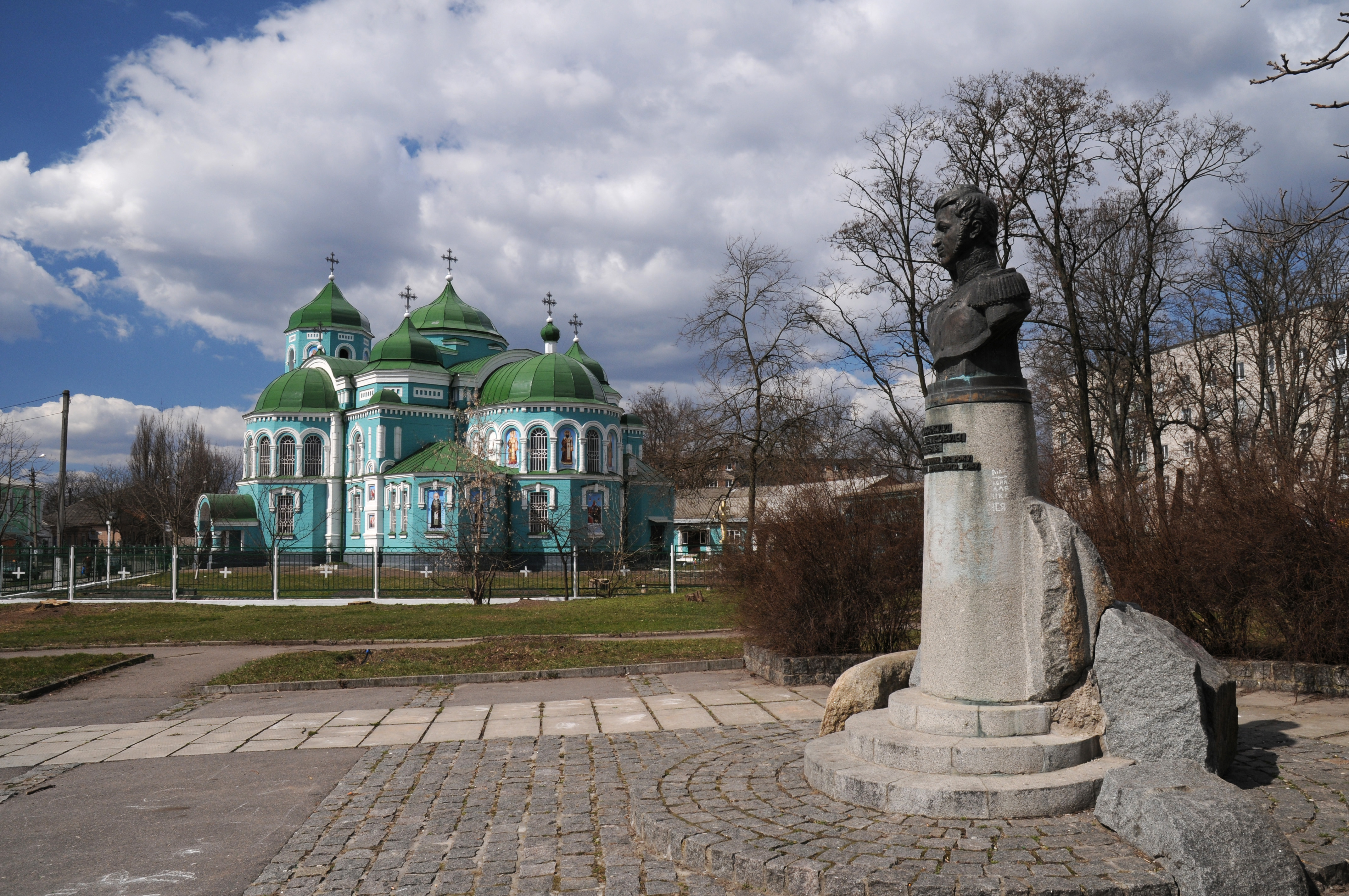
Пам’ятник Дмитру Невіровському та Свято-Успенський собор
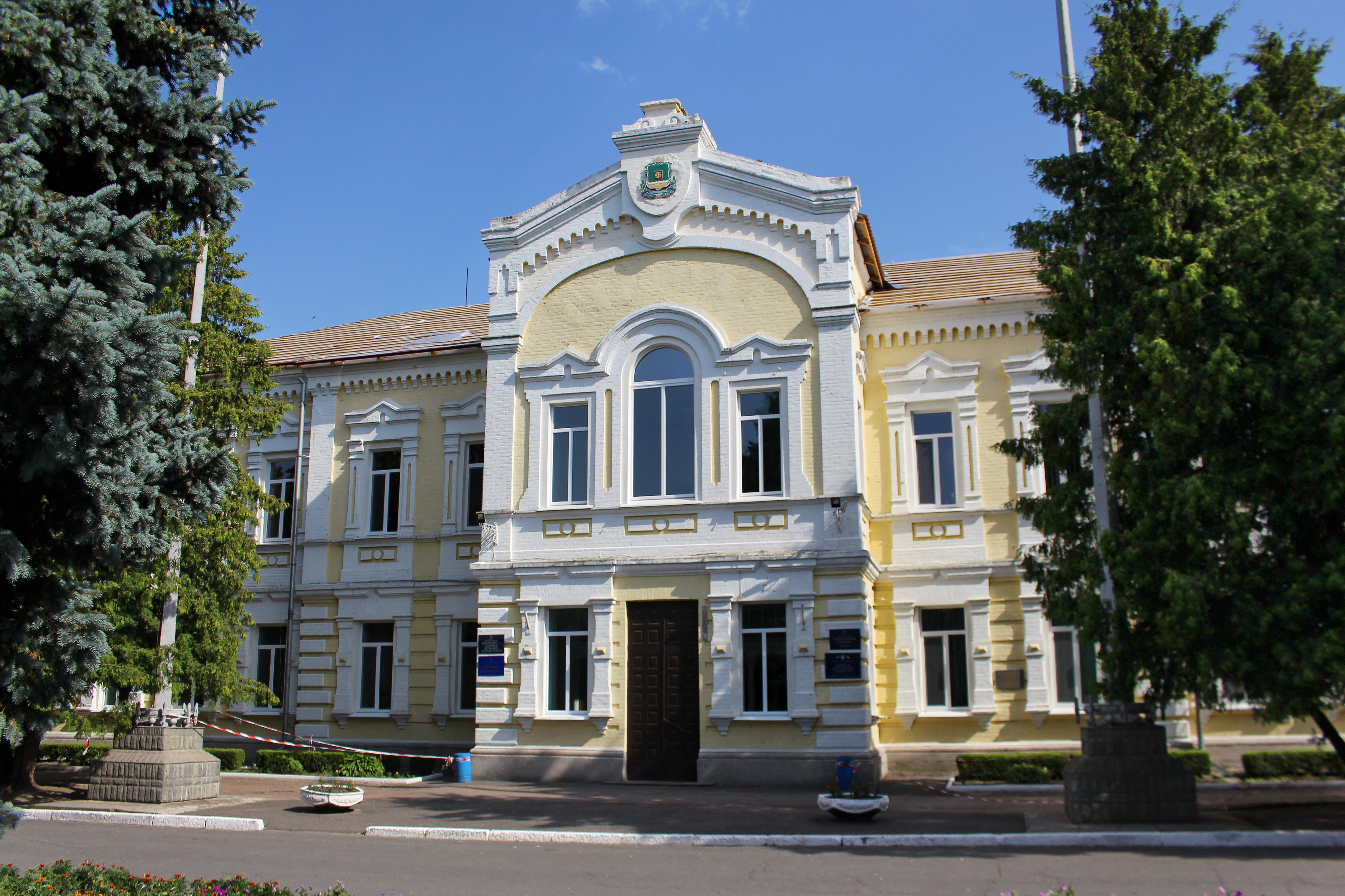
Будинок Золотоніської РДА
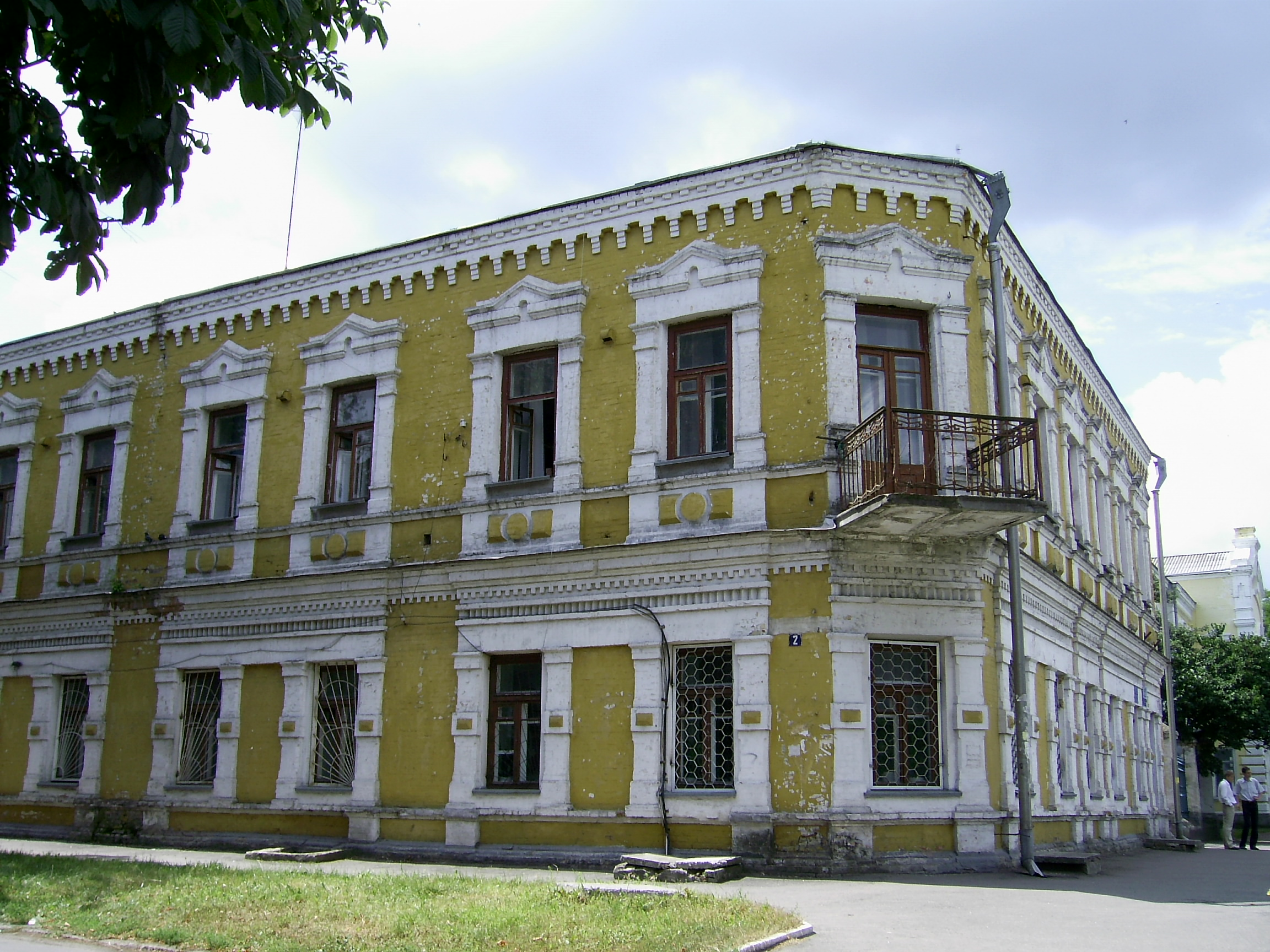
Районний відділ освіти
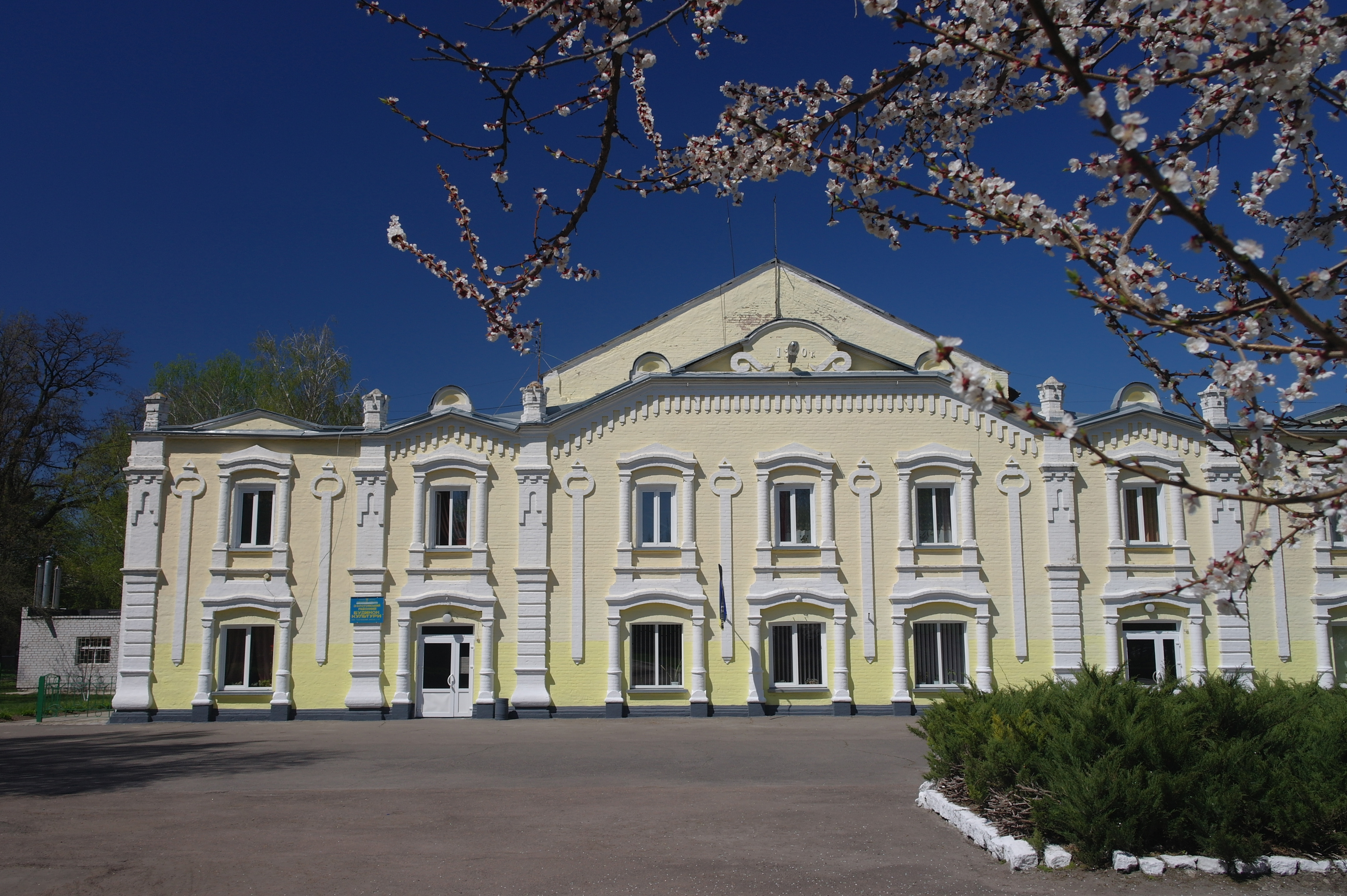
Будинок культури. Колишній повітовий театр (1910 р.)
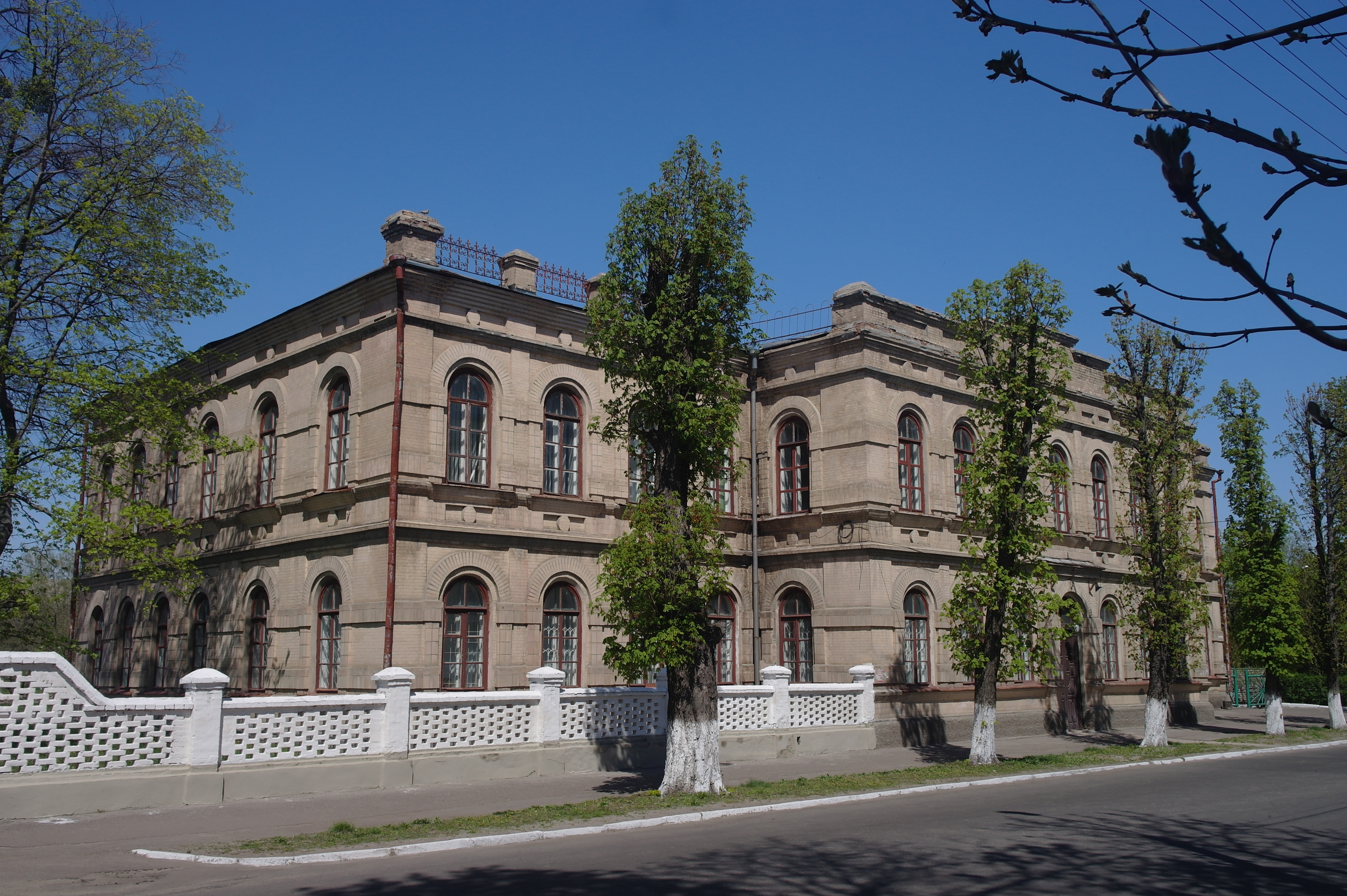
Будівля колишньої жіночої гімназії (1902 р.)
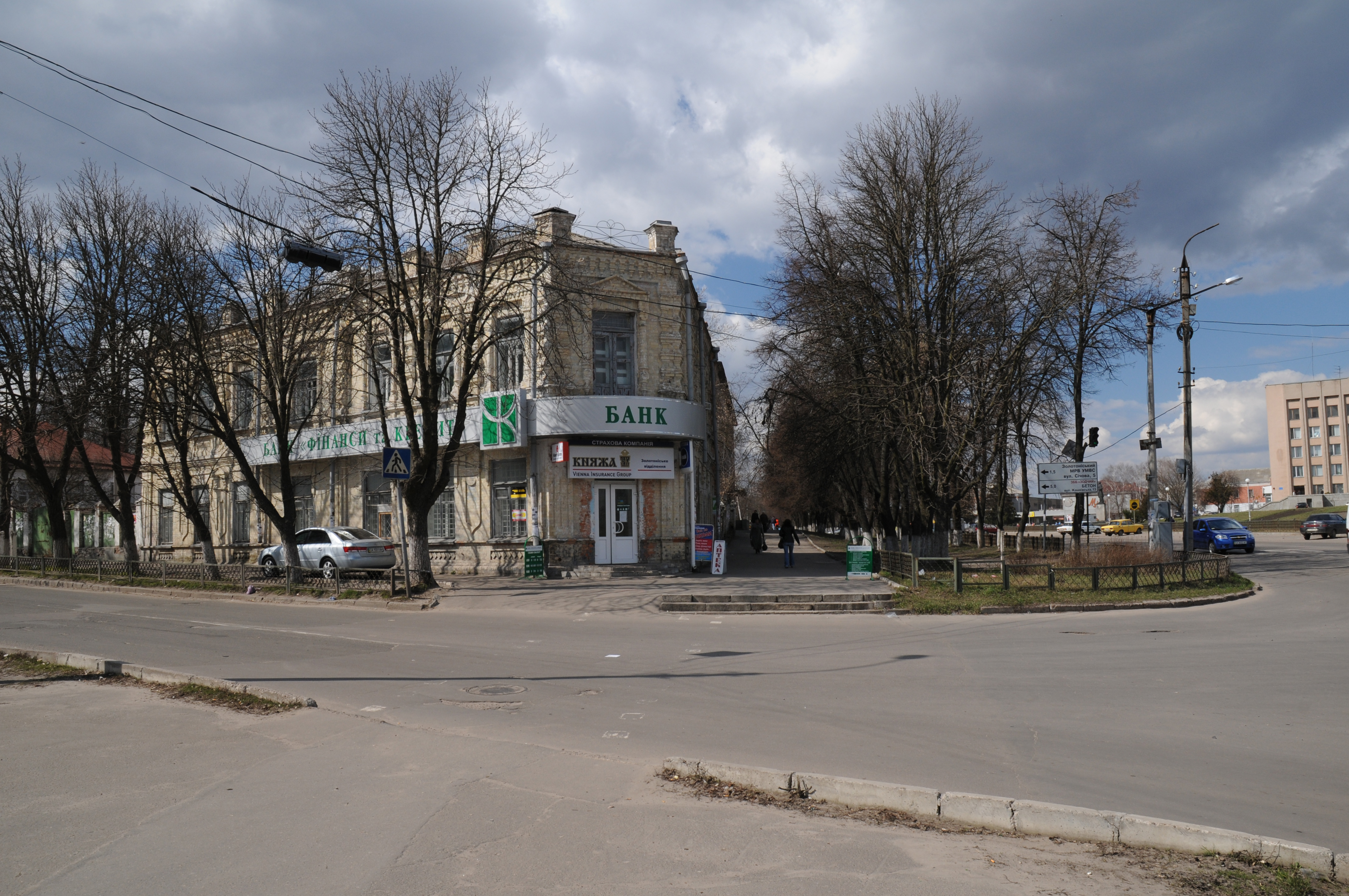
Будинок лікаря
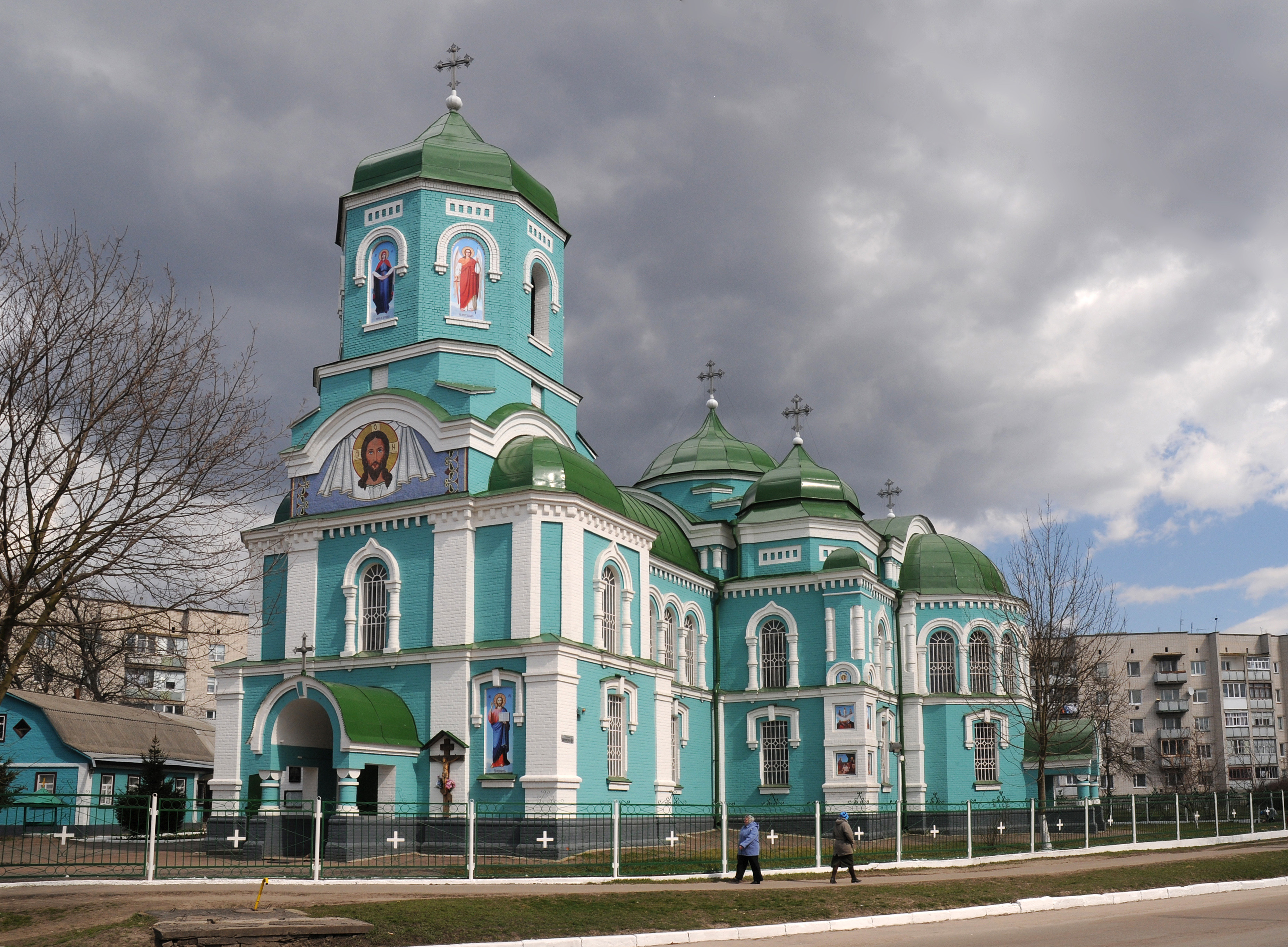
Успенська церква, 1909 р.
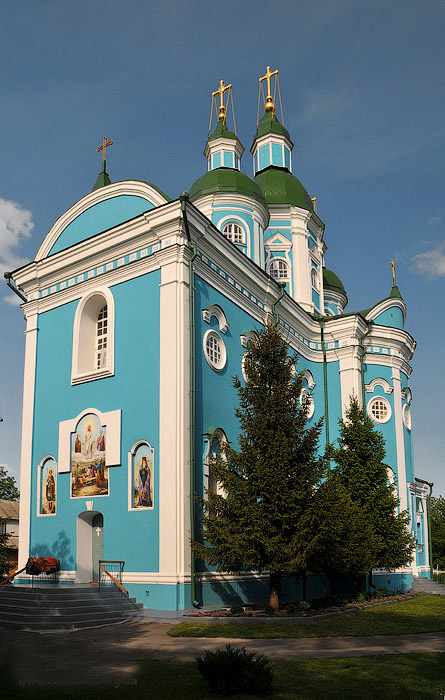
Спасо-Преображенський собор Красногірського монастиря
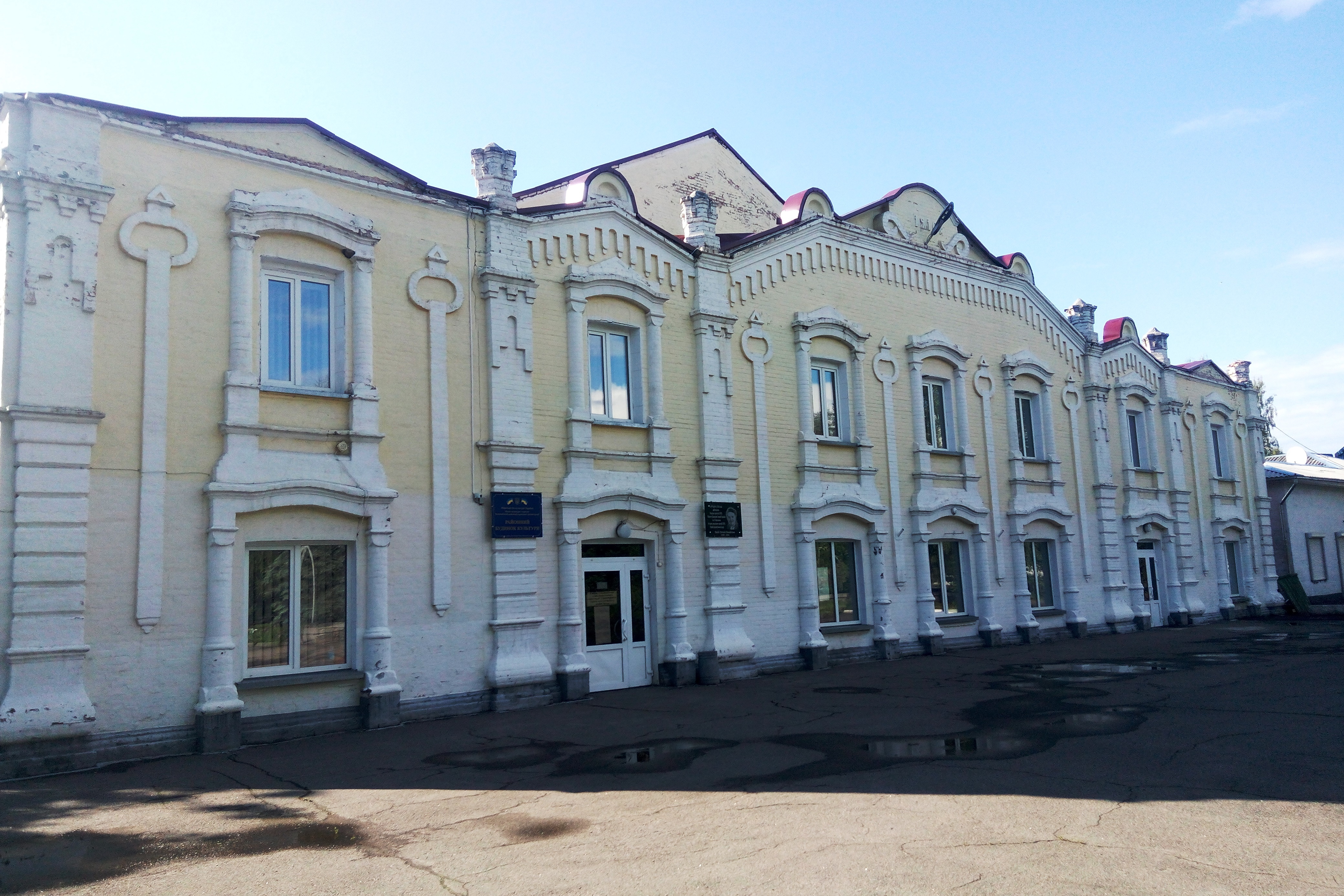
Будинок культури, в якому в 1916 р. дебютувала Народна артистка СРСР Наталія Ужвій
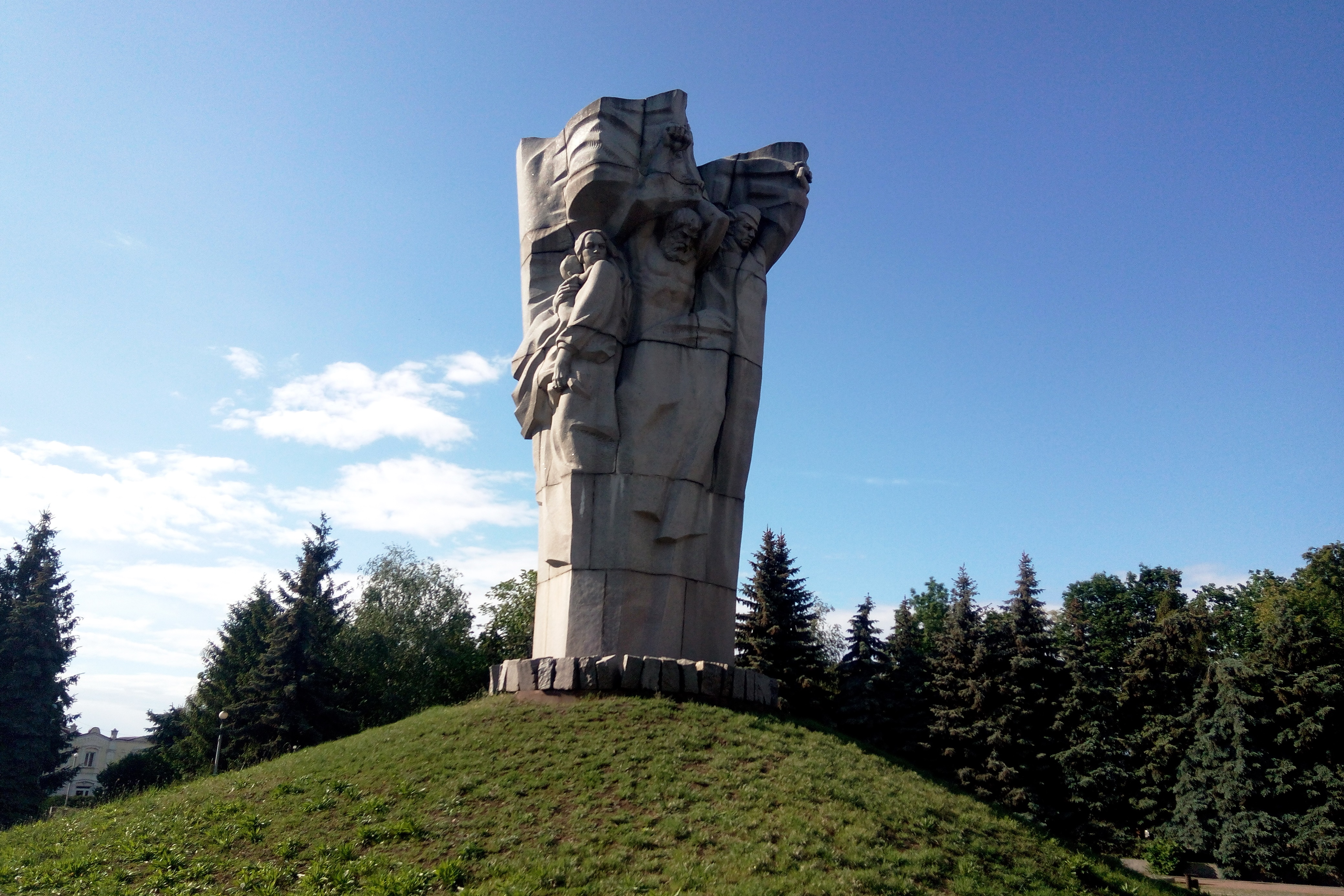
Пам'ятник загиблому воїну в Меморіальному парку
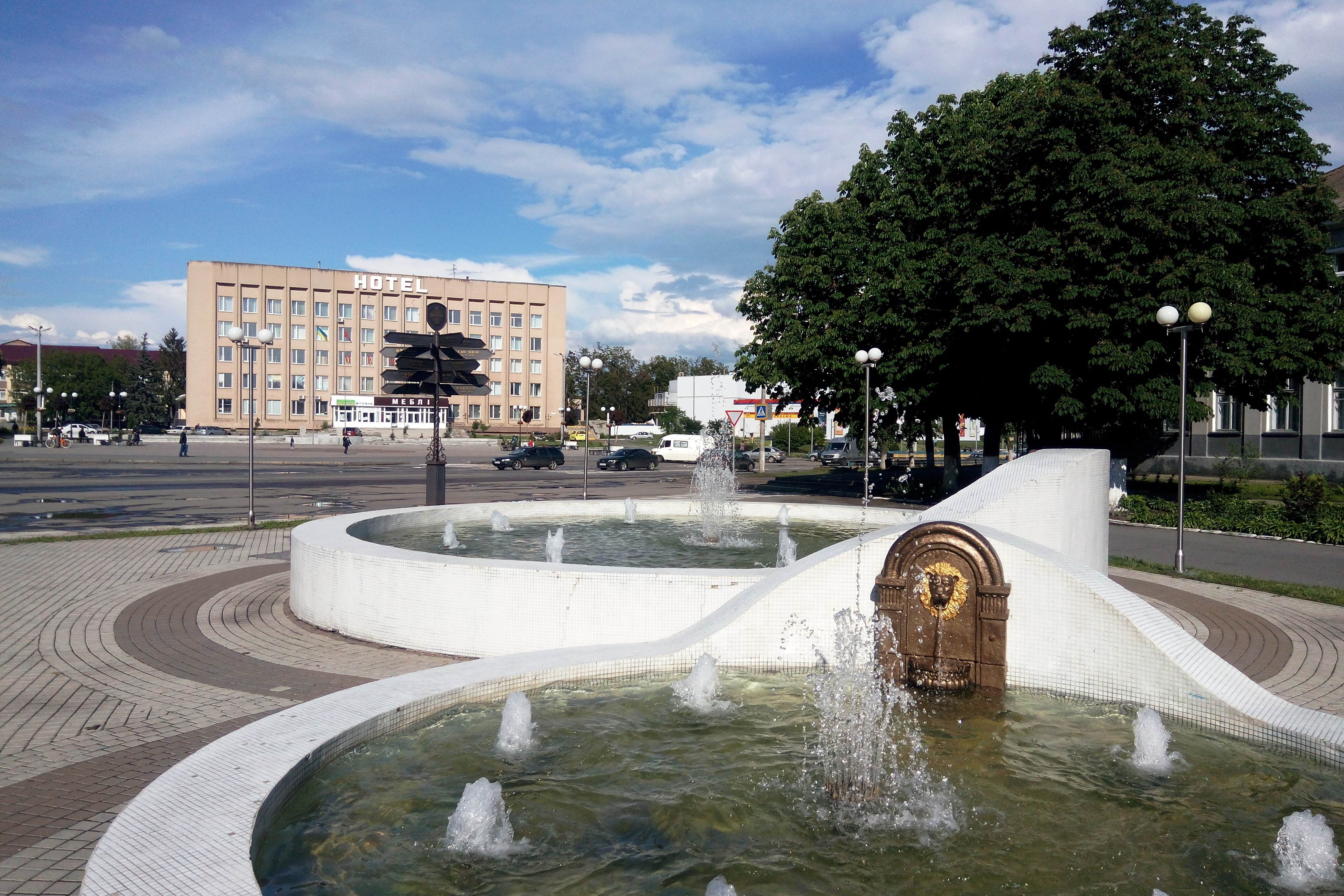
Вид на готель "Меридіан"
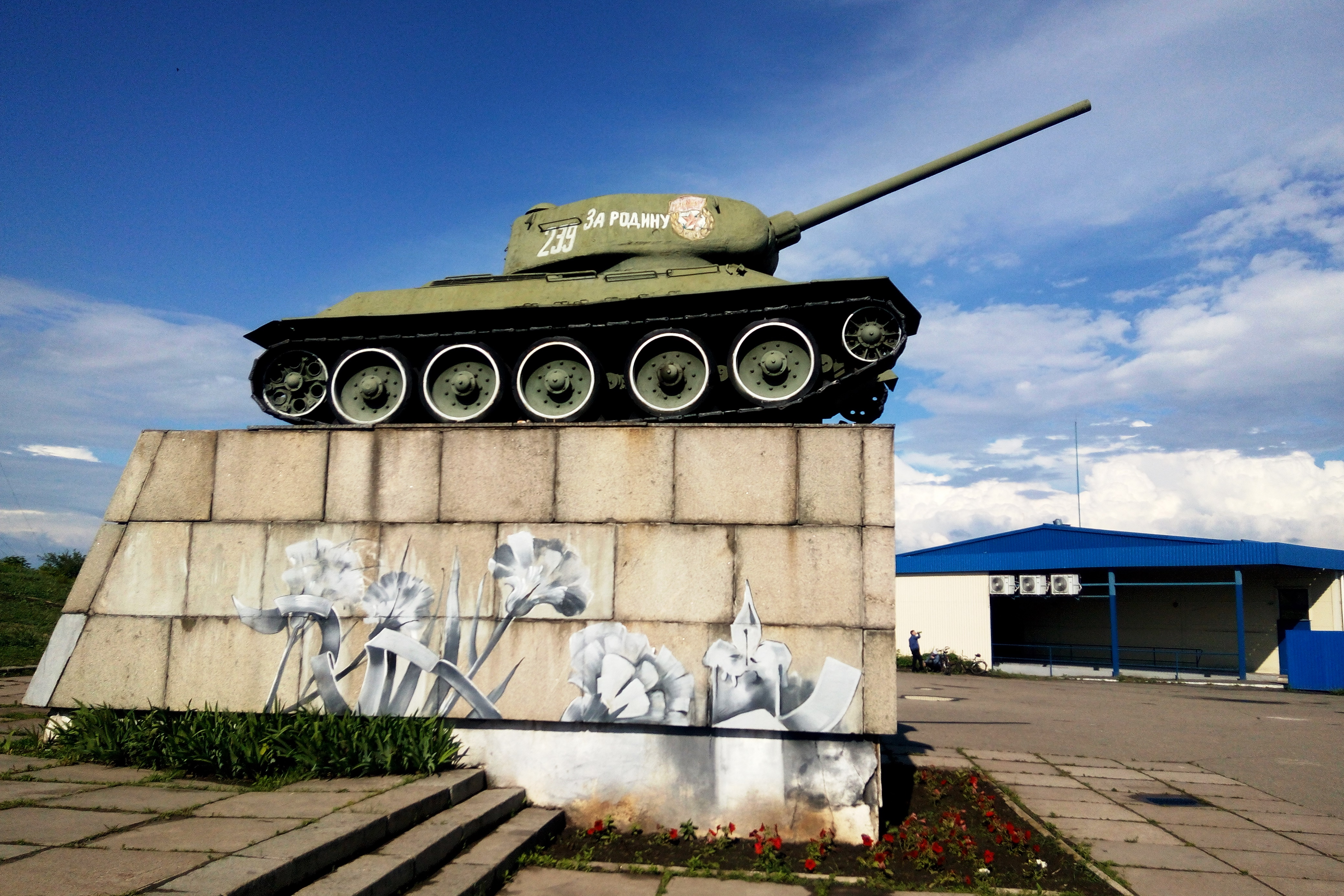
Танк Т-34-85
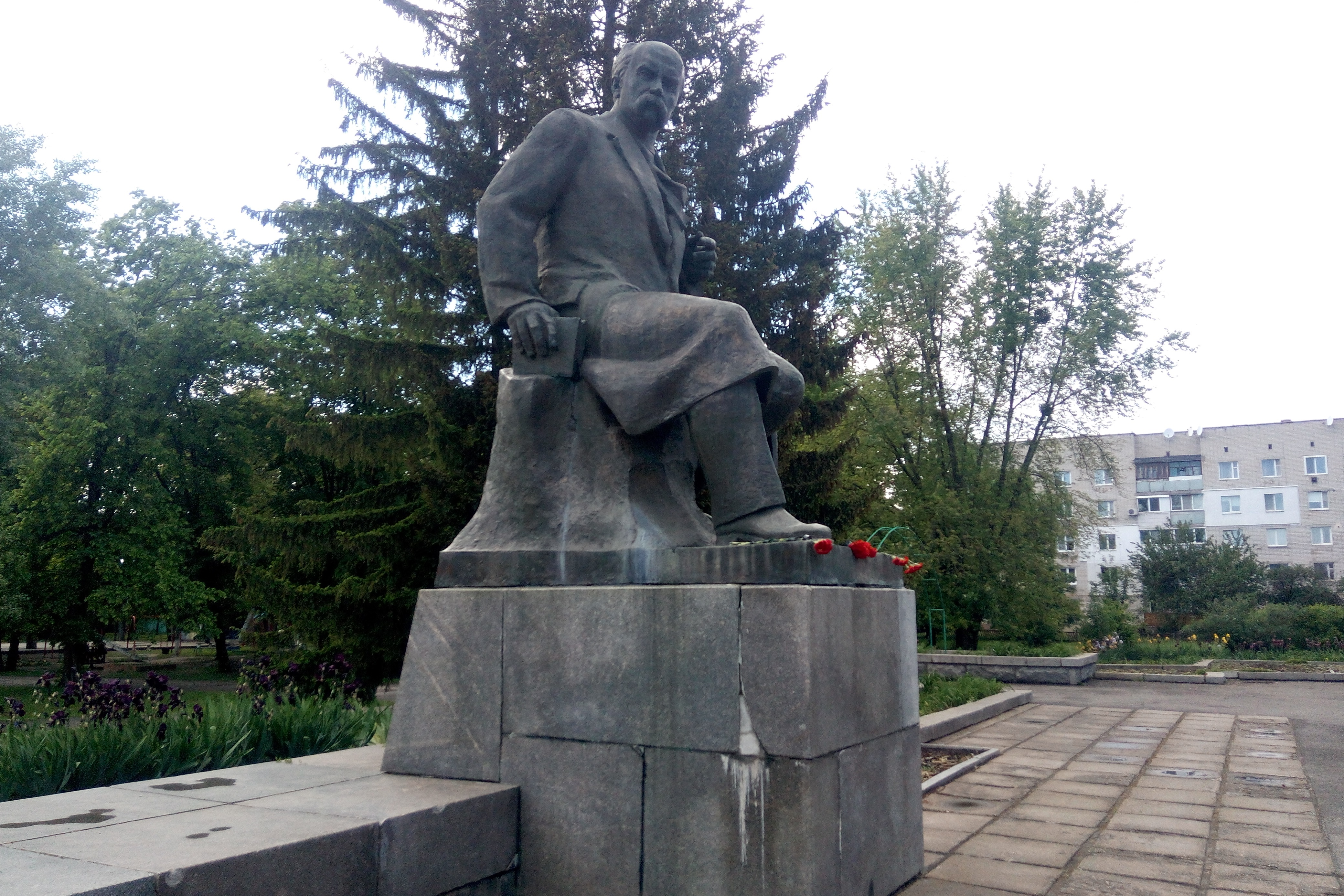
Пам'ятник Шевченку в парку